# Claude Lombard
Claude Lombard (* 25. Februar 1945 in Brüssel; † 20. September 2021) war eine belgische Sängerin und Teilnehmerin am Eurovision Song Contest 1968. 

## Leben und Wirken
Claude Lombard studierte an der INSAS, einer Hochschule für Film- und Theaterwissenschaften in Brüssel. Sie lernte auch Klavier und Gitarre und übte sich im Komponieren.
Im belgischen Vorentscheid zum 13. Eurovision Song Contest wurde ihr Chanson Quand tu reviendras (dt.: Wenn du wiederkommst) aus zehn Vorschlägen durch eine Jury gewählt. Beim Song Contest in London landete ihr Lied schließlich auf dem siebten Platz. Im Jahre 1973 kehrte sie wieder zum Song Contest zurück – diesmal als Backgroundsängerin bei Nicole & Hugo, welche mit ihrem Song Baby, Baby auf dem letzten Platz landeten.
Lombard zog in den 1970er Jahren nach Frankreich und begann eine Karriere als Synchronsprecherin. Durch ihre gesanglichen Fähigkeiten konnte sie bei den Filmen Die Schöne und das Biest, Der Prinz von Ägypten und der Serie Die Fraggles mitwirken. Für zahlreiche Zeichentrickserien sang sie die französischsprachige Musik ein.